# Aa colombiana
Aa colombiana é uma espécie de orquídea do gênero Aa. É encontrada na Colômbia e no Equador, em altitudes de 2900 a 4300 metros.